# Kaapelitehdas

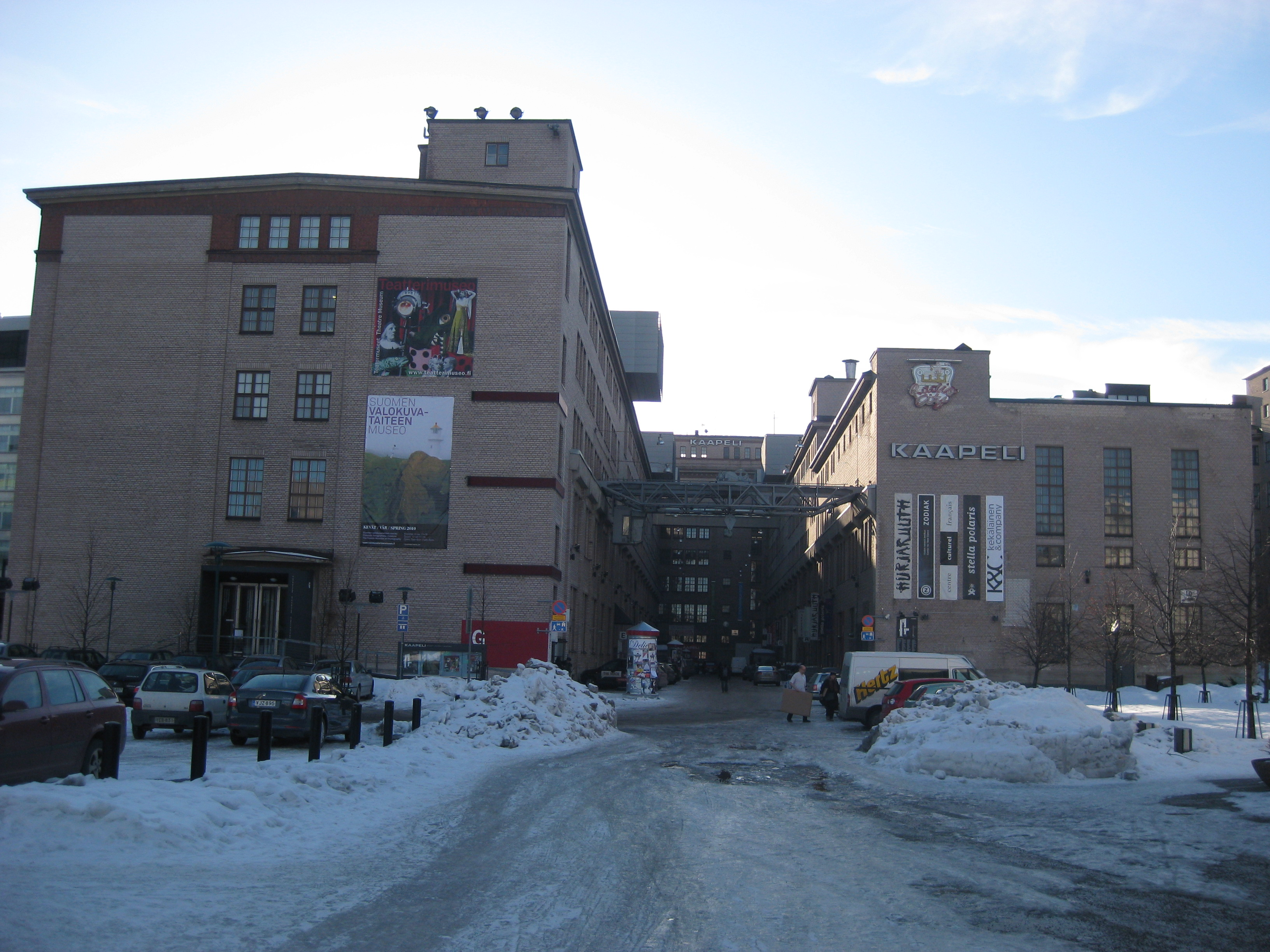
Kaapelitehdas

Kaapelitehdas (usine de câbles en finnois), aussi appelé Kaapeli et Kabelfabriken en suédois, est un bâtiment de la ville d'Helsinki en Finlande. Il est situé dans la section Ruoholahti du quartier Länsisatama, au sud-ouest de la ville.

## Présentation
C'est une ancienne usine de câbles, construite entre 1939 et 1954. Elle était, à l'époque de sa construction, le plus grand bâtiment de Finlande.
Les locaux ont été reconvertis en centre culturel en 1991.
Elle héberge l'École libre d'art d'Helsinki depuis 1990.
L'Institut français d'Helsinki s'était installé dans ce bâtiment jusqu'en 2016.

## Musées
Le bâtiment abrite trois musées :
- musée du théâtre à Helsinki (fi)
- musée de l'hôtellerie et de la restauration à Helsinki (fi)
- musée de la photographie à Helsinki